# João (general de Crum)
João (em grego medieval: Ἰωάννης; romaniz.: Ioánnes) foi oficial búlgaro de origem grega ativo sob o cã Crum (r. 803–814). Talvez foi um dos bizantinos que desertaram a Crum em 809. Em 813, lutou na expedição contra o Império Bizantino como subordinado do general Tzoco. Em 813/814, foi executado sob ordens de Omurtague (r. 815–831), talvez por traição. É celebrado em 22 e 23 de janeiro junto aos demais mártires bizantinos executados tempos depois.